# 北京市第一中级人民法院
39°54′23″N 116°13′48″E / 39.9064178°N 116.2299079°E
北京市第一中级人民法院是中华人民共和国北京市的中级人民法院。

## 沿革

### 歷史背景
1949年1月21日，傅作義在北平中南海宣布與中國共產黨方面達成《關於和平解決北平問題的協議》，決定解放军接管北平。是日，中華民國總統蔣中正宣布引退。
1月29日，北平聯合辦事處召開籌備會議，中共代表葉劍英徑直對傅作義方面代表郭宗汾說：「此機構是在前線司令部指揮下的工作機關，不是政權機關。」為此，在葉劍英的建議下，該機構名稱確定為「北平聯合接交辦事處」。
3月15日，北平市政府任命王斐然为北平市人民法院院长。
9月29日，北平市人民法院根据中国人民政治协商会议第一届全体会议关于“定都北平，改名北京”的决议，将北平市人民法院更名为北京市人民法院。

### 1949年10月1日以後
1954年9月，《中华人民共和国宪法》、《中华人民共和国人民法院组织法》公布实施。
1955年4月28日，北京市高级人民法院、北京市中级人民法院公告成立，全市审判机构从市、区两级人民法院改为高级、中级、基层三级人民法院。各级人民法院从隶属同级人民政府改为接受同级人民代表大会监督。
1995年4月21日，经北京市人民代表大会常务委员会批准，撤销北京市中级人民法院，设立北京市第一中级人民法院、北京市第二中级人民法院。同年5月10日，北京市第一中级人民法院正式履职。
中国共产党北京市第一中级人民法院党组是中国共产党北京市委员会设立的党组。1955年3月，北京市高、中级人民法院和司法局设立“中国共产党北京市高中级人民法院司法局联合党组”。1956年6月，北京市高级人民法院、中级人民法院和司法局分设党组。1958年10月，撤销北京市中级人民法院党组，设立“中国共产党北京市高中级人民法院党组”。1962年10月，撤销高、中级人民法院和司法局党组，又设立“中国共产党北京市高中级人民法院联合党组”。1973年7月，成立党委。1979年12月，改成党组。1995年5月，分设北京市高级人民法院党组，北京市第一、第二中级人民法院党组。

## 管辖
2013年北京市第三中级人民法院成立后，北京市第一中级人民法院的辖区改为北京市海淀区、石景山区、门头沟区、昌平区、延庆县等五个区县。
北京市第三中级人民法院成立后，商标确权类第一审知识产权行政案件、涉及住所地在西城区的国家部委的第一审行政案件仍由北京市第一中级人民法院审理，刑事减刑、假释案件仍按照原北京市第一中级人民法院、北京市第二中级人民法院管辖范围审理（原来北京市第一中级人民法院管辖西城区、海淀区、石景山区、门头沟区、房山区、昌平区、大兴区、延庆县，北京市第二中级人民法院管辖东城区、朝阳区、丰台区、顺义区、通州区、平谷区、密云县、怀柔县）。

## 机构设置
- 审判委员会

### 内设机构
- 立案庭
- 刑事审判第一庭
- 刑事审判第二庭
- 民事审判第一庭
- 民事审判第二庭
- 民事审判第三庭
- 民事审判第四庭
- 知识产权审判第一庭
- 知识产权审判第二庭
- 民事审判第六庭
- 行政审判庭
- 审判监督庭
- 未成年人案件综合审判庭
- 申诉审查庭
- 执行局（执行一庭、执行二庭、执行三庭）
- 国家赔偿办公室
- 政治部（干部处、组织宣传处、教育培训处）
- 办公室
- 研究室
- 监察室（与纪检组合署办公）
- 审判管理办公室
- 诉讼服务办公室
- 法警支队

派出人民法庭
- 团河人民法庭
- 清河人民法庭[7]

### 事业单位
- 机关后勤服务中心[7]

## 历任领导
| 北平市人民法院、北京市人民法院院长 （见北京市高级人民法院） 北京市中级人民法院院长 1. 贺战军（1955年2月—1958年8月） 2. 王良（1958年8月—1962年6月） 3. 薛光华（1962年6月—1966年6月；1973年10月—1980年12月） 4. 刘云峰（1980年—1985年11月） 5. 纪树翰（1985年11月—1988年5月，代理；1988年5月—1995年5月） 北京市第一中级人民法院院长 1. 杨庭椿（1995年4月—1997年4月） 2. 马艾地（1997年4月—2003年9月5日） 3. 池强（2003年9月5日—2007年5月31日） 4. 王明达（2007年5月31日—2013年7月26日） 5. 吉罗洪（2013年7月26日—2017年3月28日） 6. 吴在存（2017年3月28日—） | 北京市第一中级人民法院党组书记 1. 杨庭椿（1995年5月—1997年4月） 2. 马艾地（1997年4月—2003年9月） 3. 池强（2003年9月—2007年5月） 4. 王明达（2007年5月—2013年7月） 5. 吉罗洪（2013年7月—2017年3月） 6. 吴在存（2017年3月—） |

## 知名案例

### 刑事案件
危害国家安全罪类案件
- 2001年7月24日，该院分别开庭审理覃光广、高瞻间谍罪案，曲炜为境外非法提供国家秘密、情报罪案。因美国政府压力，7月26日，高瞻即保外就医，回到美国。
- 2009年12月25日，该院刑事审判第一庭以煽动颠覆国家政权罪判处刘晓波有期徒刑11年，剥夺政治权利2年。
- 2017年6月13日，该院以宣扬恐怖主义、极端主义罪判处张强有期徒刑9个月。

妨害社会管理秩序罪类案件
- 2014年1月26日，该院以聚众扰乱公共场所秩序罪，判处许志永有期徒刑4年。

严重暴力犯罪案件
- 2001年7月25日，该院对焦文军、马俊以“打闷棍”方式抢劫作案99起导致12人死亡、84人受伤的特大抢劫杀人案作出一审判决，判处焦文军、马俊死刑，并判令两人赔偿7名附带民事诉讼原告12万多元。

职务犯罪案件
- 2000年7月31日，该院以受贿罪判处原全国人大常委会副委员长成克杰死刑，剥夺政治权利终身，并处没收个人全部财产。
- 2003年12月24日，该院以受贿罪判处原广东省高级人民法院院长麦崇楷有期徒刑15年，没收个人财产人民币15万元。
- 2006年4月4日，该院以滥用职权罪判处西南财经大学博士生导师、原四川省副省长李达昌有期徒刑7年。
- 2007年5月29日，该院以受贿罪判处原国家食品药品监督管理局局长郑筱萸死刑，剥夺政治权利终身，并处没收个人全部财产。
- 2013年11月1日，该院以受贿罪判处原吉林省常务副省长兼吉林银行董事长田学仁无期徒刑。
- 2014年7月17日，该院以受贿罪判处内蒙古自治区党委原常委、统战部原部长王素毅无期徒刑。
- 2017年2月9日，该院以受贿罪判处原中国第一汽车集团公司董事长、党委书记徐建一有期徒刑11年6个月。
- 2019年1月23日，该院以受贿罪判处原中央纪委驻财政部纪检组组长、财政部党组成员莫建成有期徒刑14年。

集资诈骗罪类案件
- 2017年9月12日，该院以集资诈骗罪、非法吸收公众存款罪、走私贵重金属罪、偷越国境罪判处e租宝运营主体钰诚国际控股集团有限公司、安徽钰诚控股集团及26名被告人不同刑罚。其中，以集资诈骗罪、走私贵重金属罪判处钰诚国际控股集团有限公司罚金人民币18.03亿元；以集资诈骗罪判处安徽钰诚控股集团罚金人民币1亿元；以集资诈骗罪、走私贵重金属罪、非法持有枪支罪、偷越国境罪判处丁宁无期徒刑，剥夺政治权利终身，并处没收个人财产人民币50万元，罚金人民币1亿元；以集资诈骗罪判处丁甸无期徒刑，剥夺政治权利终身，并处罚金人民币7000万元；以集资诈骗罪、非法吸收公众存款罪、走私贵重金属罪、偷越国境罪，对被告人张敏等24人判处有期徒刑3年至15年不等刑罚，并处剥夺政治权利及罚金。

### 民事案件
知识产权案件
- 2000年8月25日，该院认定吉林摄影出版社在未经巴金许可的情况下，在其《二十世纪中国著名作家散文经典》丛书中，以编辑的方式使用巴金的30篇散文作品的行为构成侵权，判令吉林摄影出版社在《新闻出版报》上向巴金公开赔礼道歉并赔偿巴金23760元。
- 2001年12月6日，该院认定中国国际电视总公司未经陈佩斯、朱时茂许可，擅自发售含有两人的小品表演录像的VCD光盘的行为构成侵权，判令中国国际电视总公司立即停止发售该光盘并在《中国电视报》上刊登致歉声明，赔偿陈佩斯、朱时茂两人的损失233293元。（此案导致陈佩斯、朱时茂两人从此被中国中央电视台春节联欢晚会封杀。）
- 2004年9月15日，该院对美好景象公司诉新浪侵犯著作权纠纷案作出二审宣判，判决驳回美好景象公司上诉，维持判令新浪公司赔偿美好景象公司2000元的一审判决。

### 侵权案件
精神损害赔偿案件
- 北京公交车售票员掐死清华大学教授晏思贤女儿案
- 北京交通大学裴晓将女儿裴元槿、裴元桐青岛海滩失联遇溺致死案

## 对应基层人民法院
- 北京市海淀区人民法院
- 北京市石景山区人民法院
- 北京市门头沟区人民法院
- 北京市昌平区人民法院
- 北京市延庆区人民法院[5]

## 参閱
- 北京市人民检察院第一分院